# 시누라조류
시누라조류(synurids)는 부등편모조류에 속하는 조류 분류군의 하나로, 주로 민물에서 서식한다. 4개 목에 411종을 포함하고 있다.

## 하위 분류
- Chloramoebales
  - Chloramoebaceae - 20종
- Heterogloeales
  - Heterogloeaceae - 10종
- 오크로모나스목 (Ochromonadales)
  - 오크로모나스과 (Ochromonadaceae) - 27종
  - incertae sedis - 3종
- 시누라목 (Synurales)
  - 말로모나스과 (Mallomonadaceae) - 270종
  - Neotessellaceae - 2종
  - Phalansteriaceae - 3종
  - 시누라과 (Synuraceae) - 76종